# قائمة أنواع الغمار
يوجد عدة أنواع من جنس الغمار:
- غمار إيبيري (الاسم العلمي:Gammarus ibericus)
- غمار إيطالي (الاسم العلمي:Gammarus italicus)
- غمار أجرد (الاسم العلمي:Gammarus glabratus)
- غمار بخاري (الاسم العلمي:Gammarus bucharensis)
- غمار بختياري (الاسم العلمي:Gammarus bakhteyaricus)
- غمار بلقاني (الاسم العلمي:Gammarus balcanicus)
- غمار بوسفلدي (الاسم العلمي:Gammarus bousfieldi)
- غمار بوسني (الاسم العلمي:Gammarus bosniacus)
- غمار بيسالي (الاسم العلمي:Gammarus baysali)
- غمار تشيلي (الاسم العلمي:Gammarus chilensis)
- غمار حلقي (الاسم العلمي:Gammarus annulatus)
- غمار روزيلي (الاسم العلمي:Gammarus roeselii)
- غمار سوري (الاسم العلمي:Gammarus syriacus)
- غمار شيرازي (الاسم العلمي:Gammarus shirazinus)
- غمار طوروسي (الاسم العلمي:Gammarus tauricus)
- غمار قصير الأرجل (الاسم العلمي:Gammarus brevipodus)
- غمار قصير القرون (الاسم العلمي:Gammarus brevicornis)
- غمار قوقازي (الاسم العلمي:Gammarus caucasicus)
- غمار مشعر (الاسم العلمي:Gammarus hirsutus)
- غمار نحيل (الاسم العلمي:Gammarus gracilis)
- غمار ينبوعي (الاسم العلمي:Gammarus fontinalis)
- غمار أقطع (الاسم العلمي:Gammarus truncatus)
- غمار بحيري (الاسم العلمي:Gammarus lacustris)
- غمار برودي (الاسم العلمي:Gammarus frigidus)
- غمار جبلي (الاسم العلمي:Gammarus montanus)
- غمار دقيق (الاسم العلمي:Gammarus minus)
- غمار سبخي (الاسم العلمي:Gammarus palustris)
- غمار شفيف (الاسم العلمي:Gammarus pellucidus)
- غمار صغير العيون (الاسم العلمي:Gammarus microps)
- غمار صلب (الاسم العلمي:Gammarus solidus)
- غمار ضفافي (الاسم العلمي:Gammarus riparius)
- غمار عاري (الاسم العلمي:Gammarus nudus)
- غمار عنبري (الاسم العلمي:Gammarus electrus)
- غمار كامشاتكي (الاسم العلمي:Gammarus kamtschaticus)
- غمار مجعد (الاسم العلمي:Gammarus crispus)
- غمار مسنن (الاسم العلمي:Gammarus denticulatus)
- غمار مضلع (الاسم العلمي:Gammarus angulatus)
- غمار مغربي (الاسم العلمي:Gammarus maroccanus)
- غمار مفرض (الاسم العلمي:Gammarus crenulatus)
- غمار مقدوني (الاسم العلمي:Gammarus macedonicus)
- غمار ملحي (الاسم العلمي:Gammarus salinus)
- غمار مؤنف (الاسم العلمي:Gammarus mucronatus)
- غمار نهري (الاسم العلمي:Gammarus fluviatilis)
- غمار نيبوني (الاسم العلمي:Gammarus nipponensis)
- غمار هلبي (الاسم العلمي:Gammarus setosus)
- غمار وبري (الاسم العلمي:Gammarus comosus)
- (الاسم العلمي:Gammarus abscisus)
- (الاسم العلمي:Gammarus abstrusus)
- (الاسم العلمي:Gammarus acalceolatus)
- (الاسم العلمي:Gammarus accolae)
- (الاسم العلمي:Gammarus accretus)
- (الاسم العلمي:Gammarus acherondytes)
- (الاسم العلمي:Gammarus aequicauda)
- (الاسم العلمي:Gammarus agrarius)
- (الاسم العلمي:Gammarus albimanus)
- (الاسم العلمي:Gammarus alsaticus)
- (الاسم العلمي:Gammarus anatoliensis)
- (الاسم العلمي:Gammarus angusticoxalis)
- (الاسم العلمي:Gammarus annandalei)
- (الاسم العلمي:Gammarus anodon)
- (الاسم العلمي:Gammarus aoculus)
- (الاسم العلمي:Gammarus araxenius)
- (الاسم العلمي:Gammarus arduus)
- (الاسم العلمي:Gammarus argaeus)
- (الاسم العلمي:Gammarus baloutchi)
- (الاسم العلمي:Gammarus barnaulensis)
- (الاسم العلمي:Gammarus batei)
- (الاسم العلمي:Gammarus belli)
- (الاسم العلمي:Gammarus bergi)
- (الاسم العلمي:Gammarus birsteini)
- (الاسم العلمي:Gammarus breviramus)
- (الاسم العلمي:Gammarus caparti)
- (الاسم العلمي:Gammarus caudisetus)
- (الاسم العلمي:Gammarus chaohuensis)
- (الاسم العلمي:Gammarus chevreuxi)
- (الاسم العلمي:Gammarus chimkenti)
- (الاسم العلمي:Gammarus chostensis)
- (الاسم العلمي:Gammarus circinnatus)
- (الاسم العلمي:Gammarus cohabitus)
- (الاسم العلمي:Gammarus craspedotrichus)
- (الاسم العلمي:Gammarus crassimanus)
- (الاسم العلمي:Gammarus crinicaudatus)
- (الاسم العلمي:Gammarus crinicornis)
- (الاسم العلمي:Gammarus curvativus)
- (الاسم العلمي:Gammarus dabanus)
- (الاسم العلمي:Gammarus daiberi)
- (الاسم العلمي:Gammarus decorosus)
- (الاسم العلمي:Gammarus desperatus)
- (الاسم العلمي:Gammarus dorsosetosus)
- (الاسم العلمي:Gammarus duebeni)
- (الاسم العلمي:Gammarus dulensis)
- (الاسم العلمي:Gammarus edwardsi)
- (الاسم العلمي:Gammarus effultus)
- (الاسم العلمي:Gammarus elevatus)
- (الاسم العلمي:Gammarus elvirae)
- (الاسم العلمي:Gammarus emeiensis)
- (الاسم العلمي:Gammarus fasciatus)
- (الاسم العلمي:Gammarus finmarchicus)
- (الاسم العلمي:Gammarus flabellifera)
- (الاسم العلمي:Gammarus fossarum)
- (الاسم العلمي:Gammarus frater)
- (الاسم العلمي:Gammarus galgosensis)
- (الاسم العلمي:Gammarus galgosensis)
- (الاسم العلمي:Gammarus gauthieri)
- (الاسم العلمي:Gammarus goedmakersae)
- (الاسم العلمي:Gammarus gregoryi)
- (الاسم العلمي:Gammarus halilicae)
- (الاسم العلمي:Gammarus hegmatanensis)
- (الاسم العلمي:Gammarus hongyuanensis)
- (الاسم العلمي:Gammarus hoonsooi)
- (الاسم العلمي:Gammarus hyalelloides)
- (الاسم العلمي:Gammarus inaequicauda)
- (الاسم العلمي:Gammarus inberbus)
- (الاسم العلمي:Gammarus inopinatus)
- (الاسم العلمي:Gammarus lepoliensis)
- (الاسم العلمي:Gammarus lichuanensis)
- (الاسم العلمي:Gammarus limnaeus)
- (الاسم العلمي:Gammarus lobifer)
- (الاسم العلمي:Gammarus locusta)